# Березниковская ТЭЦ-10
Березниковская ТЭЦ-10 — предприятие энергетики в г. Березники Пермский край. ТЭЦ закрыта и демонтирована в 2019 году.

## История и Деятельность
Березниковская ТЭЦ-10 введена в эксплуатацию в 1953 году. Ранее входила в «Пермэнерго».
Станция снабжает паром и горячей водой промышленные предприятия Березников, среди которых — ОАО «Уралкалий», а также население города.
В настоящее время станция входит в состав Березниковской ТЭЦ-4. На ТЭЦ-10 установлен счётчик учёта газа производства немецкой группы компаний «RMG». Такое оборудование используется на газодобывающих предприятиях ОАО «Газпром», где приходится учитывать большие объёмы газа, так как при недостоверном учёте теряется 5-10 процентов газа — для ТЭЦ-10 это миллионы рублей в месяц.
В 2018 году она была выведена из схемы теплоснабжения города.
В 2019 году ПАО "Т плюс" реализовало имущественный комплекс ТЭЦ-10, которая находится в Березниках в зоне провала грунта. Согласно условиям сделки, покупатель должен демонтировать объект и очистить площадку.

## Современное состояние
В 2014 году был выведен из эксплуатации генератор мощностью 6 МВт. В настоящее время[когда?] в работе находятся 2 генератора мощностью 9 и 12 МВт.
Связь ТЭЦ с энергосистемой осуществляется по четырём высоковольтным линиям 110 и 35 кВ:
- ВЛ 110 кВ Березниковская ТЭЦ-10 - Березниковская ТЭЦ-4 с отпайками
- ВЛ 110 кВ Яйвинская ГРЭС - Березниковская ТЭЦ-10 с отпайками
- 2 ВЛ 35 кВ Березниковская ТЭЦ-10 - ПС Березниковская

В 2018 году ТЭЦ вывели из эксплуатации из-за близости к техногенным провалам, в начале сентября 2019 - демонтировали.